# سانت‌اورسولا ترمه
سانت‌اورسولا ترمه (به ایتالیایی: Sant'Orsola Terme) یک کومونه در ایتالیا است که در ترنتینو واقع شده‌است.
 سانت‌اورسولا ترمه ۱۵٫۴ کیلومتر مربع مساحت و ۹۳۳ نفر جمعیت دارد.